# Oswaldo Minda
Tilson Oswaldo Minda Suscal (ur. 26 lipca 1983 w Quito) – ekwadorski piłkarz występujący najczęściej na pozycji środkowego pomocnika, od 2015 gra w Barcelona SC.

## Kariera klubowa
Minda pochodzi ze stołecznego miasta Quito i jest wychowankiem tamtejszego zespołu Sociedad Deportiva Aucas, w którego barwach zadebiutował w ekwadorskiej Serie A w sezonie 2001 i niebawem wywalczył sobie miejsce w wyjściowej jedenastce. W 2004 roku wziął udział w premierowym międzynarodowym turnieju w karierze – Copa Sudamericana, gdzie jednak odpadł już w 1/8 finału. Sezon 2006 spędził na wypożyczeniu w Deportivo Cuenca, a w międzyczasie zespół Aucas spadł do drugiej ligi. Jesienią 2007 był graczem klubu CS Emelec z siedzibą w mieście Guayaquil, także na zasadzie wypożyczenia, gdzie po raz pierwszy wystąpił w Copa Libertadores, bez większego skutku. Ogółem w Aucas występował przez niemal siedem lat, nie osiągając z nim żadnych sukcesów.
Wiosną 2008 Minda przeszedł do ekipy Deportivo Quito, gdzie szybko został kluczowym graczem drużyny i już w pierwszym sezonie – 2008 – osiągnął z nim mistrzostwo Ekwadoru. Sukces ten powtórzył rok później, w rozgrywkach 2009, a także trzy lata później, podczas sezonu 2011. Z Deportivo wziął udział w trzech edycjach Copa Libertadores i Copa Sudamericana. W 2012 roku został zawodnikiem amerykańskiego Chivas USA – w Major League Soccer zadebiutował 12 marca tego samego roku w przegranym 0:1 spotkaniu z Houston Dynamo. W 2015 przeszedł do klubu Barcelona SC.
| Sezon | Klub             | Kraj              | Rozgrywki | Mecze | Bramki |
| ----- | ---------------- | ----------------- | --------- | ----- | ------ |
| 2001  | SD Aucas         | Ekwador           | Serie A   | 9     | 0      |
| 2002  | SD Aucas         | Ekwador           | Serie A   | 31    | 2      |
| 2003  | SD Aucas         | Ekwador           | Serie A   | 17    | 3      |
| 2004  | SD Aucas         | Ekwador           | Serie A   | 35    | 6      |
| 2005  | SD Aucas         | Ekwador           | Serie A   | 30    | 0      |
| 2006  | Deportivo Cuenca | Ekwador           | Serie A   | 20    | 0      |
| 2007  | SD Aucas         | Ekwador           | Serie B   | 2     | 0      |
| 2007  | CS Emelec        | Ekwador           | Serie A   | 2     | 0      |
| 2008  | Deportivo Quito  | Ekwador           | Serie A   | 39    | 2      |
| 2009  | Deportivo Quito  | Ekwador           | Serie A   | 35    | 2      |
| 2010  | Deportivo Quito  | Ekwador           | Serie A   | 29    | 2      |
| 2011  | Deportivo Quito  | Ekwador           | Serie A   | 33    | 4      |
| 2012  | Chivas USA       | Stany Zjednoczone | MLS       | 22    | 1      |
| 2013  | Chivas USA       | Stany Zjednoczone | MLS       | 16    | 1      |
| 2014  | Chivas USA       | Stany Zjednoczone | MLS       | 20    | 0      |
| 2015  | Barcelona SC     | Ekwador           | Serie A   | 21    | 0      |
| 2016  | Barcelona SC     | Ekwador           | Serie A   |       |        |

## Kariera reprezentacyjna
W seniorskiej reprezentacji Ekwadoru Minda zadebiutował w 2008 roku, jeszcze jako zawodnik Deportivo Quito. W 2011 roku został powołany przez selekcjonera Reinaldo Ruedę na rozgrywany w Argentynie turniej Copa América, gdzie rozegrał jedno spotkanie, natomiast Ekwadorczycy nie zdołali wyjść z fazy grupowej.